# Krzykosy (gmina w powiecie kolskim)
Krzykosy (od 1973 Grzegorzew) – dawna gmina wiejska istniejąca do 1954 roku w woj. łódzkim i poznańskim. Nazwa gminy pochodzi od wsi Krzykosy, lecz siedzibą władz gminy były: za II RP – Zielonka, a po wojnie – Grzegorzew.
Za Królestwa Polskiego gmina należała do powiatu kolskiego w guberni kaliskiej. 19 maja?/31 maja 1870 do gminy przyłączono pozbawiony praw miejskich Grzegorzew.
W okresie międzywojennym gmina Krzykosy należała do powiatu kolskiego w woj. łódzkim. 1 kwietnia 1938 roku gminę wraz z całym powiatem kolskim przeniesiono do woj. poznańskiego.
Po wojnie gmina zachowała przynależność administracyjną. 1 lipca 1952 roku gmina składała się z 13 gromad: Barłogi, Boguszyniec, Borysławice Kościelne, Borysławice Zamkowe, Chojny, Grodna, Grzegorzew, Kiełczewek, Krzykosy, Mikołajewek, Ponętów Dolny, Ponętów Górny i Tarnówka.
Jednostka została zniesiona 29 września 1954 roku wraz z reformą wprowadzającą gromady w miejsce gmin. Po reaktywowaniu gmin 1 stycznia 1973 roku gminy Krzykosy nie przywrócono, utworzono natomiast jej terytorialny odpowiednik, gminę Grzegorzew w tymże powiecie i województwie.